# Annabos
Het Annabos is een van de natuurgebieden, die door de Vereniging Natuurmonumenten worden beheerd. Het bevindt zich op Voorne-Putten ten oosten van Rockanje in de provincie Zuid-Holland. Het is in de Sint Annapolder aangelegd, daar komt de naam Annabos vandaan, en bestaat uit gevarieerd bos met een waterloop (Sluiswatering) en graslandjes in een polderlandschap. De oppervlakte is 4 km2.
Het bos werd in 1980 na een ruilverkaveling beplant. Aan de rand van het bos liggen graslandjes. Vanuit de ondergrond komt hier zoute kwel omhoog waardoor zoutverdragende planten als heelblaadjes, zeeaster, zilte rus en zilte schijnspurrie hier voorkomen. Er groeien een paar zeldzame soorten planten, waaronder knolvossenstaart en zwartmoeskervel. De tengere grasjuffer, die hier wordt waargenomen, is een niet veel voorkomende libelle.

## Beheer
Natuurmonumenten laat de graslandjes door runderen en schapen begrazen, zodat weidevogels als kievit en tureluur hier kunnen broeden. Lepelaars en grote zilverreigers worden regelmatig waargenomen, maar die broeden in het natuurgebied Quackgors aan het Haringvliet.
Om het bos gevarieerd te houden worden regelmatig bomen gekapt. Door het bos lopen verschillende wandelpaden. Deze zijn aangegeven op een kaartje op de informatiepanelen bij de ingang aan de Meelzakseweg en aan de Schapengorsedijk.